# Eoactinistia
 Eoactinistia  ist eine Gattung fossiler Quastenflosser aus dem Unterdevon von Australien. Er ist der älteste bekannte Vertreter aus dieser Gruppe der Knochenfische (Osteichthyes). Die einzige bekannte Art (Typusart) ist Eoactinistia foreyi.

## Fund und Namensgebung
Ein einziges fossiles Zeugnis der Gattung wurden in den etwa 409 bis 407 Millionen Jahre alten Sedimentgesteinen der Fairy-Formation im südaustralischen Bundesstaat Victoria entdeckt. Sie sind 20 Millionen Jahre älter als die ältesten vormals bekannten Quastenflosser-Funde, worauf sich auch der Gattungsname Eoactinistia („Quastenflosser der Morgenröte“) bezieht. Das Artepitheton ehrt Peter Forey. Die wissenschaftliche Erstbeschreibung der neuen Gattung und Art beruht auf einem einzelnen vollständigen Unterkieferknochen (Holotypus NMV (Museum Victoria, Melbourne) 218301).

## Merkmale
Von anderen Quastenflossern kann Eoactinistia anhand des Unterkieferknochens, der rechteckig und nur etwa doppelt so lang wie breit ist, unterschieden werden. An seinem hinteren Ende verläuft eine charakteristische Kerbe. Die Zähne sind mit dem Unterkieferknochen verschmolzen, eine Pore ist vorhanden.

## Belege
- Zerina Johanson, John A. Long, John A. Talent, Philippe Janvier, James W. Warren: Oldest coelacanth, from the Early Devonian of Australia. In: Biology Letters. 2. Jahrgang, Nr. 3, 2006, S. 443–446, doi:10.1098/rsbl.2006.0470 (royalsocietypublishing.org [PDF]).